# H₂éwsōs

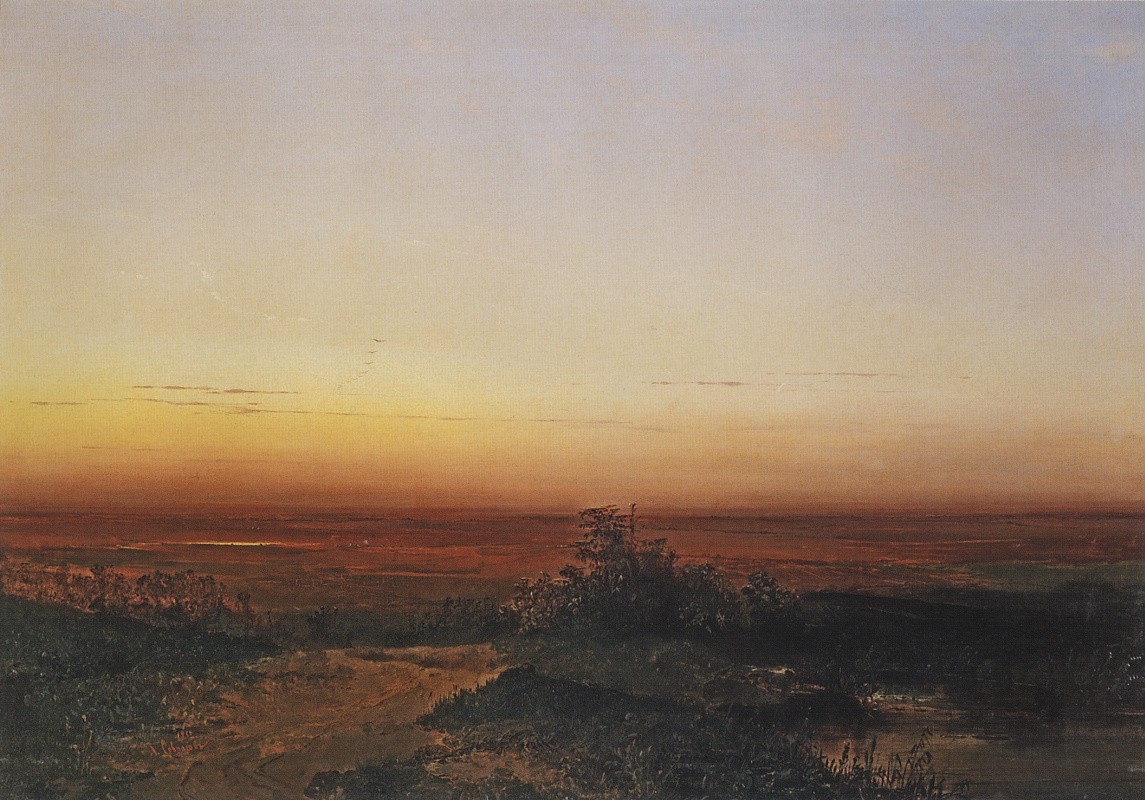
Świt wznoszący się nad ukraińskimi stepami, Aleksiej Kondratiewicz Sawrasow, 1852

*H₂éwsōs lub *Hₐéusōs (dosł. „świt”) – zrekonstruowane imię bogini świtu oraz archetyp w mitologii praindoeuropejskiej. Tak jak inne mitologiczne archetypy, Haéusōs nie jest potwierdzona w źródłach czy archeologii, lecz została zrekonstruowana przez mitologów porównawczych i indoeuropeistów przy pomocy metody porównawczej.
Uważa się, że *H₂éwsōs była jednym z najważniejszych bóstw w panteonie Praindoeuropejczyków, za czym przemawia fakt, że opis i funkcje jej spadkobierczyń we wszystkich tradycjach pozostają niemal takie same, a w Rygwedzie pełni ważne funkcje i jest wymieniana wraz z najważniejszymi bogami wedyjskimi.

## Etymologia
Zrekonstruowane praindoeuropejskie słowo na świt *h₂éwsōs wywodzi się z korzenia *hₐ(e)wes- („błyszczeć, świecić na czerwono, płomień”) rozszerzone o przyrostek -ós-. Od tego rdzenia wywodzi się także słowo „złoto” (*hₐeus-om „świecić”; por. z łac. aurum, staropruskim ausis, lit. áusas – „złoto”).
Z rdzenia *hₐeus- wywodzi się także *haeust(e)ro- oznaczające „wschód, (kierunek) wschodni” (por. z łac. auster „południowy wiatr, południowy kraj”, ang. eastern „wschodni”, łot. àustrums „wschód”, starocerkiewnosłowiańskim ustrǔ „lato”, awestyjskim ušatara „wschód”).
Słowo „świt” jako określenie na zjawisko meteorologiczne zachowało się w różnych językach indoeuropejskich: wal. gwawr „świt”, lit. aušrà „świt”, starosłowiańskie za ustra „rano, rankiem”, staroirlandzkie fāir "wschód słońca", sanskryckie uṣar-búdh- „budząc się o świcie”. Z rdzenia *h₂ews-rom wywodzi się także prabałtosłowiańskie *auṣ(t)ro, a z niego prasłowiańskie *(j)ùtro „poranek, świt”.

## Opis

### Narodziny
Bogini świtu jest czasami przedstawiana jako niestarzejąca się oraz nieskończenie odradzająca się. W Iliadzie Eos opisywana jest jako „narodzona o poranku” (ἠριγένεια), a Rygweda opisuje Uszas jako córkę Djajusa, urodzą z zaprzęgu Aświnów, boskich bliźniaków ciągnących rydwan słońca.

### Kolory
*H₂éwsōs jest głównie łączona z naturalnymi kolorami widzianymi podczas świtu: złotym, szafranowo-żółtym, czerwonym lub karmazynowym. W Rygwedzie opisywana jest jako w kolorze złota, Owidiusz w swoich Miłostkach opisuje ją jako „złoto-żółtą”. W łotewskich pieśniach ludowych bogini słońca Saulė i jej córki noszą chusty utkane ze złotej nici, a Saulė nosi buty ze złota, analogicznie Safona opisuje Eos jako w „złotych sandałach” (χρυσοπέδιλλος; khrysopédillos). Eos jest także opisywana przez Homera jako szafranowo ubrana (κροκόπεπλος). Uszas opisywana jest jako czerwony Świt świecący z daleka oraz „czerwona jak klacz”, w Samawedzie strzela „rudymi/rumianymi promieniami światła”, „zaprzęga czerwone rumaki do jej rydwanu” i „zaprzęga czerwone krowy”. Szafranowo-żółty, czerwony i fioletowy to także kolory wiązane ze Świtem przez Owidiusza. W niektórych zachowanych przedstawieniach Saulė przedstawiana jest jako budząca się rano „czerwona” lub „w czerwonym drzewie”. W folklorze słowiańskim Zorza przedstawiana jest w kolorach czerwonych i złotych.

### Ruch
*H₂éwsōs jest również opisywana jako tańcząca: Uszas wrzuca haftowane ubrania „jak tancerka” (nṛtūr iva), Eos ma „miejsca [do] tańca” (χοροί) wokół swojego domu na Wschodzie, Saulė jest przedstawiona jako tańcząca w pozłacanych butach na srebrnym wzgórzu, a bogini Aušrinė tańczy na kamieniu dla ludzi pierwszego dnia lata.

### Pojazd
Świt jest często portretowana jako jeżdżąca jakimś pojazdem, prawdopodobnie pierwotnie wozem lub podobnym pojazdem, z pewnością nie rydwanem, ponieważ technologia ta pojawiła się później w kulturze Sintaszta (2100-1800 p.n.e.), związanej z ludnością indoirańską. W Odysei Eos pojawia się raz jako prowadząca rydwan, z dwoma szybkimi końmi o imieniu Lampos i Fateom, a Bakchylides nazywa ją „białokonną Świt” (λεύκιππος Ἀώς). Uszas dosiadając czerwonych wołów lub krów prawdopodobnie obrazuje metafory czerwonych chmur lub promieni widzianych o poranku. Pojazd Świtu przedstawiany jako biga albo różowo-czerwony kwadryga w Eneidzie Wergiliusza oraz innych źródłach bazujących na źródłach i malowidłach greckich prowadzony jest przez złoto-czerwone rumaki. Saulė, bogini słońca której funkcje zlały się z funkcjami Świtu, jeździ też powozem z miedzianymi kołami, ciągniętym przez niestrudzone konie lub „ślicznymi małymi saniami” (kamaņiņa) wykonanymi z ości ryb.

### Siedziba
Inną wspólną cechą bogini Świtu jest jej siedziba, położona na wyspie na oceanie lub na wschodzie. W mitologii greckiej Eos dom opisany jest jako „poza strumieniami Okeanosa na krańcach ziemi”. W folklorze słowiańskim mówi się, że dom Zorzy znajdował się na wyspie Bujan, oceanicznym raju wyspiarskim, gdzie Słońce mieszkało wraz z trzema braćmi: Wiatrem Północnym, Zachodnim i Wschodnim. Awesta odnosi się do mitycznej wschodniej góry zwanej Ušidam- („Dom Świtu”). W micie z Litwy mężczyzna imieniem Józef zafascynowany pojawiającą się na niebie Aušrinė wyrusza na poszukiwanie „drugiego słońca”, które tak naprawdę jest panną mieszkającą na wyspie na morzu i ma takie same włosy jak Słońce. W folklorze bałtyckim mówi się, że Saulė mieszka w posrebrzanym zamku na końcu morza, albo że wybiera się na wyspę na środku morza na nocny spoczynek.

## Funkcje

### Otwieranie bram Niebios
Jedną z głównych ról *H₂éwsōs jest otwieranie bram Nieba: bałtyjski werset pie Dieviņa namdurēm („przy drzwiach domu bożego”), gdzie wzywa się Saulė by otworzyła drzwi koniom synów bożych, jest leksykalnie porównywalny z wedyjskim wyrażeniem dvā́rau ... Diváḥ („drzwi nieba”), które Uszas otwiera swoim światłem. Inną paralelą mogą być „lśniące drzwi” (θύρας ... φαεινάς) domu Eos, za którymi zamyka ona swojego kochanka Titonosa, który starzeje się i więdnie w homeryckim hymnie do Afrodyty.
Podobny obraz poetycki jest obecny wśród klasycznych poetów, chociaż niektóre wcześniejsze źródła greckie mogą być ich źródłami. W Metamorfozach Owidiusza Aurora otwiera czerwone drzwi (purpureas fores), aby wypełnić swoje różowe sale, a w Dziejach Dionizosa Nonnosa bogini Świtu otrząsa się ze snu, aby „otworzyć bramy wschodu słońca” (ἀντολίης ὤιξε θύρας πολεμητόκος Ἠώς).
Funkcja ta może zawierać się także w innych tradycjach indoeuropejskich: w folklorze słowiańskim bogini świtu Zorza Poranna otwiera rano bramy pałacu dla ojca Daćboga (słowiańskiego boga słońca), by mógł ruszyć w swoją wędrówkę po niebie. Jej siostra Zorza Wieczorna, bogini zmierzchu, zamyka je pod koniec dnia. We fragmencie Eddy o Dellingu, nordyckim bogu światła, karzeł wypowiada urok lub zaklęcie przed „drzwiami Dellinga” (fyr Dellings durum), co najwyraźniej oznacza „o świcie”.

### Przynoszenie światła
W mitach indoeuropejskich *H₂éwsōs jest przedstawiana albo jako niechętnie przynosząca światło, za co jest karana, albo jako ofiara uratowana przez swoich braci, boskich bliźniaków, z wodnistego niebezpieczeństwa na wschodnim morzu. Temat ten jest szeroko rozpowszechniony w wielu tradycjach: Eos i Aurora czasem niechętnie opuszczają jej łóżko, Uszas jest karana przez Indrę za próbę uprzedzenia dnia, a Auseklis nie zawsze wstawała rano, jak mówiono, że jest zamknięta w złotej komnacie szyjąca aksamitne spódnice. Sanskrycki epitet dyotaná („Nosicielka Światła”) został raz użyty w stosunku do Uszas w Rygwedzie.

## Świadectwa

### Bogini świtu

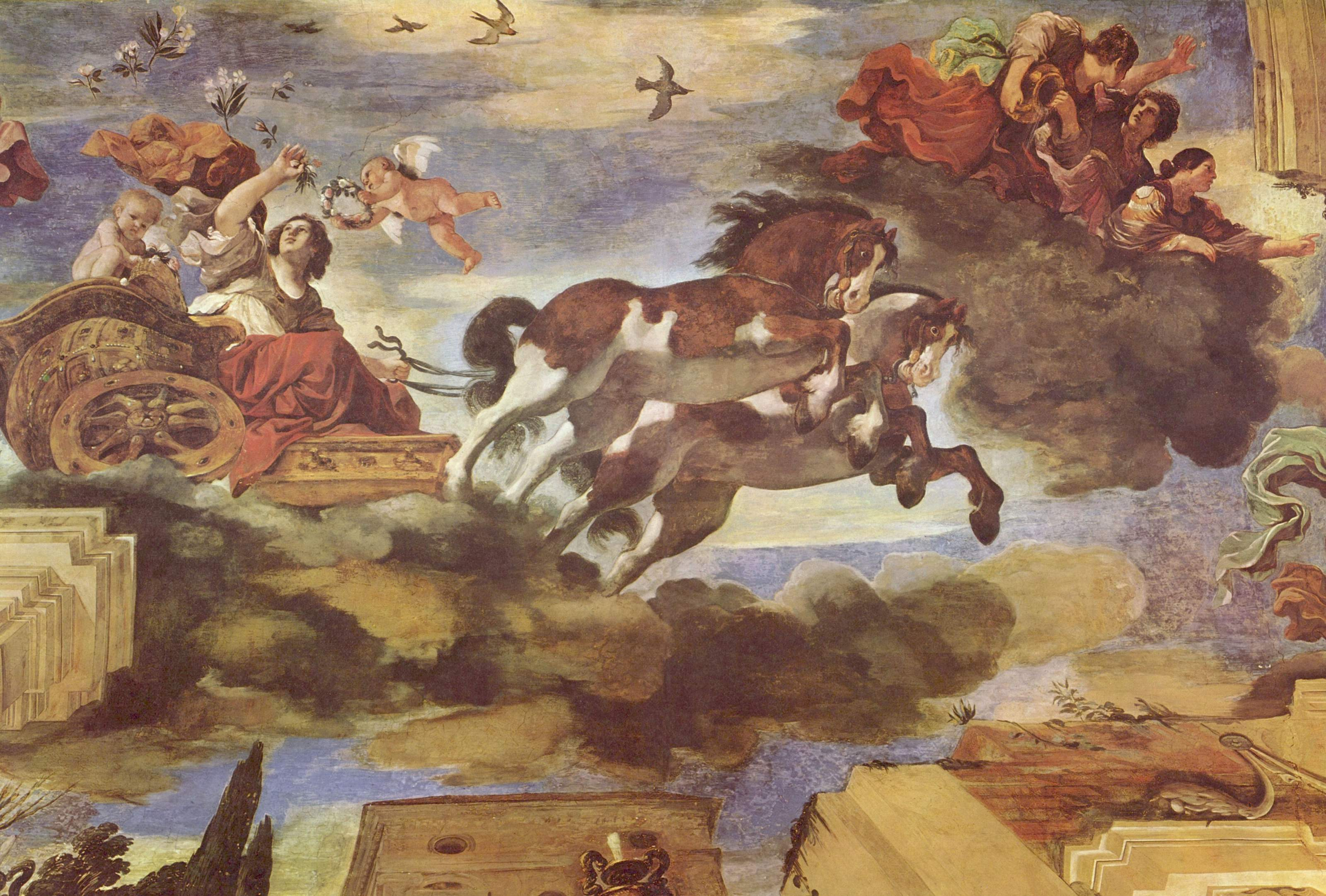
Aurora, Guercino, 1621

Wyrazy pokrewne pochodzące z korzenia *h₂éwsōs i związane z boginią świtu są poświadczone w następujących mitologiach:
- PIE: *hₐ(e)wes-, „błyszczeć, świecić na czerwono, płomień”[1][6]
  - PIE: *h₂éwsōs, „bogini-Świt”[1]
    - indoirański:
      - Wedyzm: Uszas (उषस्) – bogini świtu i najbardziej czczona bogini w Rygwedzie, z dwudziestoma jeden hymnami[1][44]
      - awestyjski: Uszah, uhonorowana w jednym z fragmentów Awesty (Gāh 5. 5)[1], oraz Uszahina, część dnia od północy do momentu pojawienia się gwiazdy porannej[45]

    - helleński: *Auhṓs[11]
      - Mitologia grecka: Eos (Ἠώς) – tytanida oraz bogini świtu[1][44][11], oraz Aotis – epitet użyty przez Alkmana tłumaczony jako „bogini świtu”[46][47][48]

    - italski: *Ausōs > *Ausōs-ā (z przyrostkiem -a oznaczającym płeć żeńską)[7]
      - Mitologia rzymska: Aurora, której atrybuty są lustrzanym odbiciem greckiej bogini, oryginalny motyw Haéusōs mógł zostać zachowany u Mater Matuta, która także jest boginią świtu[44][1]

  - PIE: *h₂ws-s-i (miejscownik od *h₂éwsōs)[49]
    - ormiański: *aw(h)i- wyewoluowało w *awy -o-, a następnie w *ayɣʷo-[49]
      - Mitologia ormiańska: Ayg (այգ) – bogini świtu[50]

    - germański: *Auzi/a-wandalaz – złożenie dwóch słów jako nazwa własna[51][52]
      - staronordyjski: Orwandil, którego zamrożony palec został zmieniony w gwiazdę przez Thora[52][53]
      - staroangielski: Ēarendel – „świt, promień światła”[51][53]
      - staro-wysoko-niemiecki: Orentil; longobardzki: Auriwandalo[51]
      - goc. 𐌰𐌿𐌶𐌰𐌽𐌳𐌹𐌻 (auzandil) – Gwiazda Poranna, Lucyfer[54]

  - PIE: *h₂ews-rom (lub *h₂ews-reh₂)[55][10], „poranny, mający miejsce wczesnym rankiem”[potrzebny przypis]
    - bałtosłowiański: *Auṣ(t)ro[55]
      - Mitologia bałtyjska: *Aušra[55]
        - Mitologia litewska: Ausrine – personifikacja Gwiazdy Porannej[44]
        - Mitologia łotewska: Auseklis (ausa „świt” z przyrostkiem -eklis)[56] – personifikacja Gwiazdy Porannej oraz niechętna bogini świtu[44]

      - słowiański: *(j)utro – „poranek, świt”[57]
        - polski: Jutrzenka[58], justrzenka[57], cz. Jitřenka – personifikacja Gwiazdy Porannej
        - Połabianie: Jutrobóg/Jutrznybóg – bóg Słowian połabskich, dosł. „Poranny bóg”[59]

    - Germanie: *Austrōn, bogini wiosny, także źródłosłów dla germańskiego określenia na Wielkanoc (ang. Easter)[10]
      - kultura rzymsko-germańska: matronae Austriahenae – nazwa obecna w inskrypcjach wotywnych znalezionych w 1958 roku w Niemczech[60]
      - staroangielski: Ēostre – bogini wiosny[61] [1]
      - staro-wysoko-niemiecki: *Ōstara (mn.), bogini wiosny (również Ôstarmânôth, Ôst(a)rûn; współczesny niemiecki: Ostern)[61] [62]

Kaszubi mieli czcić Jastrzeboga oraz boginię Jastrę, którą czczono w Jastarni, od której wzięło się kaszubskie określenie na Wielkanoc – Jastrë. Imiona te mogą pochodzić od połabskiego Jutroboga, być wpływem germańskim (*Austrōn), lub pochodzić od słowa jasny.

### Córka Nieba
Wyrażenie „Córka Dyēusa” jest w kilku tradycjach poetyckich poświadczone jako epitet związany z boginią świtu:
- PIE: *diwós dʰuǵhₐtḗr – „Córka Dyēusa”[2][64]
  - Rygweda: duhitā́r-diváh, „Córka Nieba” – epitet określający Uszas[65][14]
  - Hymny homeryckie: thugátēr Diós, „Córka Zeusa”– epitet określający Eos[65][14]
  - Litewskie pieśni ludowe: dievo dukrytė, „Córka Diewsa”– epitet określający Saulė, która zaadaptowała funkcję Haéusōs[65][14]

### Formuły poetycko-liturgiczne
Wyrażenie poezji formuły można znaleźć w Proto-Indoeuropejskim wyrażeniu *hₐ(e)ws-sḱeti („świta”), poświadczonym w litewskim aušta, awestyjskim usaitī lub sanskryckim ucchāti. Poetycka formuła „świetlisty świt” jest również potwierdzona w tradycji indyjsko-irańskiej: sanskryckie uchantīm usásam oraz młodoawestyjski usaitīm uṣ̌ā̊ŋhəm.
Inne pozostałości rdzenia *h₂éwsōs są obecne w zaratusztriańskiej modlitwie do świtu Hoshbām, oraz w Ušahin gāh śpiewanym między północą a świtem. W perskiej literaturze historycznej i sakralnej nazwisko Aûshbâm pojawia się również w rozdziale XXXI Bundahishn, przetłumaczonym jako „świt”.
Specjalne carole, zorile („świt”), było śpiewane przez Rumuńskich kolędników podczas pogrzebów, błagając Świty, aby nie spieszyli się ze wstawaniem, oraz błagając ich, aby zmarli nie odeszli z tego świata. Słowo zorile pochodzi od słowiańskiej zorzy z rumuńskim przyrostkiem -le.

## Inne
Według językoznawcy Václava Blažeka, albańskie słowo (h)yll („gwiazda”) prawdopodobnie pochodzi z rdzenia *hₐews- („świt”) lub z *hₐus-li („gwiazda poranna”). Badacze argumentowali również, że rzymski etnonim Aurēlius (Ausēlii, od sabińskiego *ausēla „słońce”) i etruski bóg słońca Usil, który jest prawdopodobnie pochodzenia oskijsko-umbryjskiego, może być związany z indoeuropejskim słowem „świt”.

### Wpływy
Niektórzy badacze uważają, że japońska bogini świtu Uzume uległa wpływom Uszas. Według antropologa Kevina Tuite gruzińska bogini Dali wykazuje podobieństwa z boginiami świtu w tradycjach indoeuropejskich.
Możliwą mitologiczną potomkinią indoeuropejskiej bogini świtu może być Afrodyta, grecka bogini miłości i pożądania. Badacze wskazują podobieństwa w oparciu o jej związek z niebiańskim bóstwem jako jej ojcem (Zeusem lub Uranosem) oraz jej związki z czerwonymi i złotymi kolorami. W Iliadzie Afrodyta zostaje zraniona przez śmiertelnika i szuka ukojenia na łonie matki Dione. Dione jest postrzegana jako żeński odpowiednik Zeusa i jest uważana za etymologicznie wywodzącą się z praindoeuropejskiego rdzenia *Dyeus.